# Прешленести червеи
Прешленести червеи (Annelida) са типът най-сложно организирани червеи. Тялото им е с билатерална симетрия, най-често с плоска коремна и изпъкнала гръбна страна, съставена от голям брой сегменти. Тялото е сегментирано външно и вътрешно, което улеснява движението. Тези трипластни животни притежават нервна, кръвоносна, храносмилателна и отделителна система. Имат същинска телесна празнина – образувание на мезодермата. Тялото може да се представи като две тръби една в друга. Външната е стената на тялото, а вътрешната – мускулно-смилателен канал. Последният е разпределен на предно черво (уста, гълтач, хранопровод), средно черво (гуша, стомах) и задно черво, което завършва с анус. Друг характерен белег е затворената кръвоносна система. Състои се от гръбен и коремен кръвоносен съд, свързани с пулсиращи съдове. За отделителната система, важен елемент са метанефридиите, които извличат непотребните вещества от телесната течност и кръвта. Нервната система е ганглийна от тип нервна верига. Дишането става с цялата повърхност на кожата. Този тип животни имат разделнополови и хермафродитни видове.
Прешленестите червеи живеят в сладка, или солена вода, или влажна почва.

## Описание
Размерите им варират от няколко см до няколко метра, най-често няколко десетки см. В границите на типа има добре изразена тенденция към цефализация (формиране на глава). Първият, несъщински сегмент на тялото, който има различен произход от останалите (простомиум), носи устен отвор. Заедно с другите 2 – 3 първи сегмента формират структура, която можем да наречем глава. В края на тялото се намира сегмент, който също има различен произход, (пигидиум), върху който се намира аналният отвор. При част от представителите на типа всички останали сегменти могат да имат еднакво, или сходно устройство, еднакви, или сходни размери и т.н. Това са представителите на типа, при които се наблюдава хомономна сегментаця на тялото. При друга част от представителите на типа отделни сегменти имат различни размери и устройство – червеи с хетерономна сегментация. При една голяма част от представителите на 1 външен морфологичен сегмент отговаря и 1 анатомичен вътрешен такъв. Тогава говорим за същинска (истинска) сегментация на тялото. При други на няколко морфологични външни сегмента отговаря 1 вътрешен – лъжлива сегментация.
Прешленестите червеи имат кожно-мускулен мех, който е формиран от покривен епител. При част от представителите той излъчва към повърхността на тялото тънък кутикулярен слой. Най-често този епител съдържа голям брой жлезисти клетки, както и клетки натоварени с пигменти, които придават определен характерен цвят на определени участъци, или на цялото тяло.
Под покривния епител се разполагат 2 мускулни пласта. Непосредствено под епитела се разполага пласт от мускулни влакна, чийто тела са ориентирани перпендекулярно на надлъжната ос на тялото (пръстеновидно разположени). Под този пласт има слой от надължно ориентирани мускулни влакна, най-често групирани от съединителна тъкан, формиращи елхоподобни структури.
Принадлежат към групата Целомата. Телесната празнина има покривен епител – целотел, който формира соматоплевра и спланхноплевра. Наличие на целоматна течност, която служи за резервоар, в който първоначално се изхвърлят отпадните продукти, служи за доузряване на половите продукти и т.н.
Друга характерна особеност при тази най-висша група червеи е неколкократното повтаряне на едни и същи части по дължина на тялото – метамерия.
Прешленестите червеи имат добре развите ганглийна нервна система от тип нервна верига. Има добре развити осезателни структури, 3-делна храносмилателна система. Най-често с нов тип отделителна система – метанефридиален тип. Развита кръвоносна система. Развитието при повечето е пряко, изключение – многочетинестите червеи, които имат непряко развитие.
Тип Прешленести червеи
- кутикула
- същинска телесна празнина (вторична)
- поява на затворен тип кръвоносна система
- поява на дихателна система (чрез хриле, но само при водните обитатели от типа)
- отделяне чрез метанефриди
- верижно ганглийна нервна система
- хермафродити
- пряко развитие
- телескопично движение

## Класификация
- Клас Многочетинести червеи (Polychaeta) – живеят пред, на или около морското дъно. При тях се появяват първите дихателни органи в еволюцията-хриле. Също така само те имат двигателни органи-параподи.
- Клас Clitellata
  - Малочетинести червеи (Oligochaeta) – живеят във влажна почва или тиня (дъждовен червей)
  - Acanthobdellida
  - Branchiobdellida
  - Пиявици (Hirudinea)
- Клас Myzostomida
- Клас Archiannelida